# Ruby Mountains
Ruby Mountains je pohoří v severovýchodní části Nevady ve Spojených státech amerických. Leží převážně na jihu kraje Elko County a zasahuje také do White Pine County.
Nejvyšší horou je Ruby Dome (3 471 m).
Pohoří je pojmenované podle granátů, tj. minerálů, které zde našli první příchozí osadníci.

## Geografie
Ruby Mountains se rozkládá od jihozápadu k severovýchodu v největší délce přes 150 km, maximální šířku má okolo 60 km. Západně od pohoří leží údolí Huntington Valley a Lamoille Valley, východně leží údolí Ruby Valley, jihovýchodně pak jezera Franklin Lake a Ruby Lake. Východní část Nevady je bohatší na srážky než západní část, která leží ve srážkovém stínu pohoří Sierra Nevada.

## Flora a fauna
V nižších polohách rostou především americké druhy osiky, ve vyšších polohách převládají borovice, například borovice ohebná. Z fauny zde žijí kamzík bělák, ovce tlustorohá, puma americká, svišť, bobr nebo pika. Ruby Mountains je také jediné místo v severní Americe, kde žije velekur himálajský (Tetraogallus himalayensis).

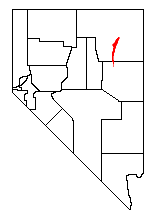
Ruby Mountains na mapě krajů Nevady